# Keala Settle

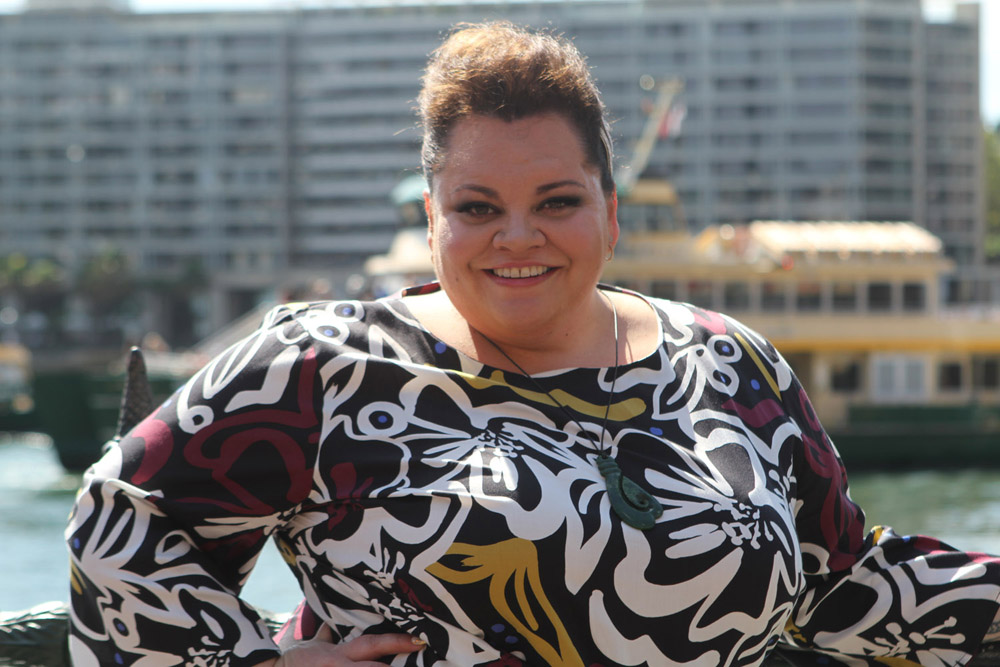
Keala Settle, 2019

Keala Joan Settle (* 5. November 1975 in Lāʻie, Hawaii) ist eine US-amerikanische Theater- und Filmschauspielerin und Sängerin. International bekannt wurde sie 2018 durch den Film Greatest Showman und insbesondere als Sängerin des Filmsongs This Is Me, der mit einem Golden Globe ausgezeichnet wurde.

## Biografie

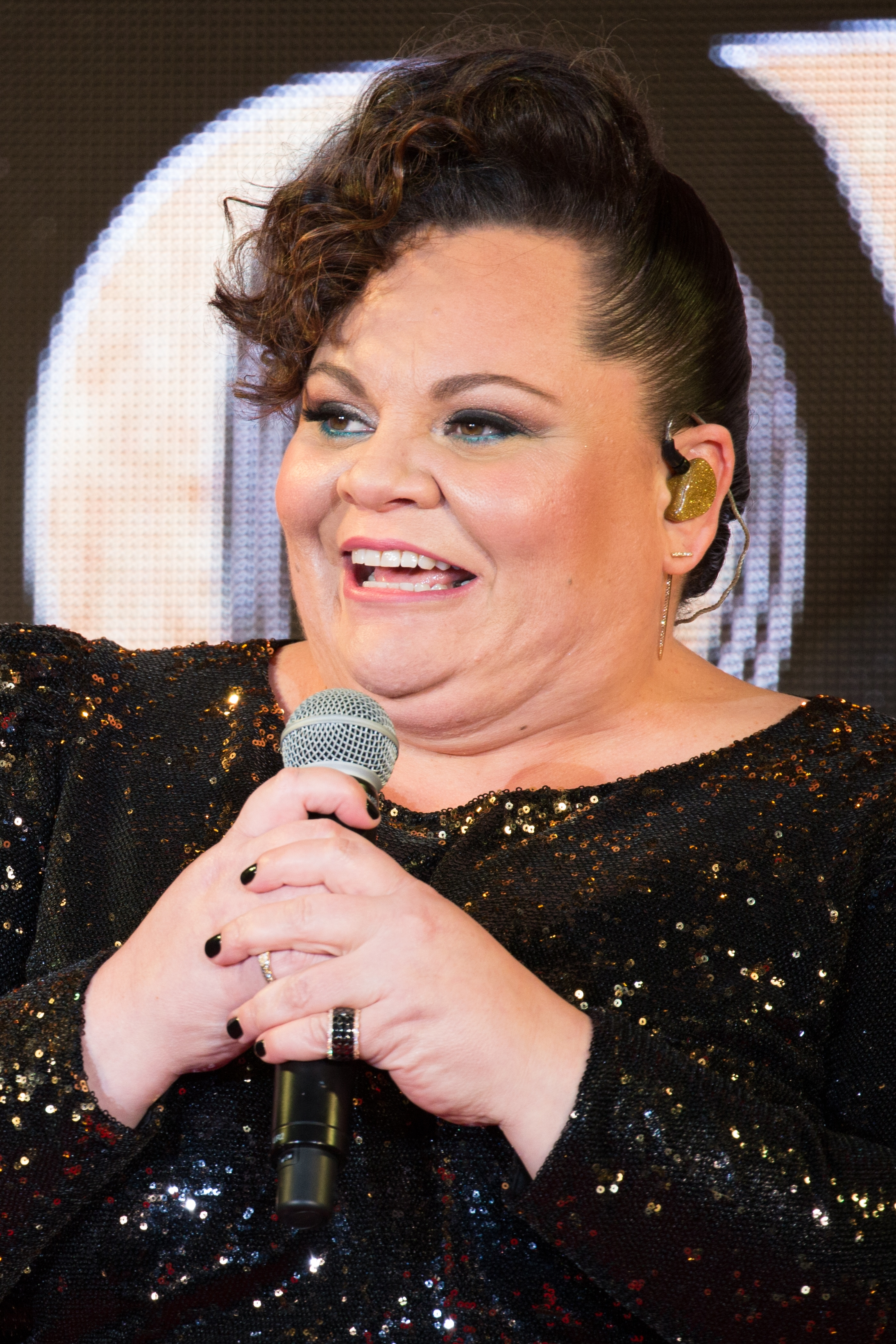
Keala Settle bei der Premiere von The Greatest Showman in Japan, 2018

Keala Settle wurde in Hawaii geboren und wuchs dort auf, ihre Eltern stammen aber ursprünglich aus England und Neuseeland. Nach der Schule besuchte sie die Southern Utah University. Danach war sie Studiomusikerin und Begleitsängerin, unter anderem für Gladys Knight in Las Vegas. In den 2000ern wirkte sie auch in Bühnenaufführungen der US Touring Production von Musical-Klassikern wie Hairspray und South Pacific mit.
Ihr Debüt am New Yorker Broadway gab die Schauspielerin 2010 in Priscilla, Queen of the Desert. Drei Jahre später war sie in Hands on a Hardbody auf der Bühne. Die Umsetzung eines Dokumentarfilms in ein Musical fand zwar keinen großen Publikumsandrang, aber großes Kritikerlob. Settle erhielt den New Yorker Theatre World Award und wurde für weitere Schauspielauszeichnungen nominiert, darunter der Tony Award für die beste Nebendarstellerin. 2015 spielte sie erstmals eine kleinere Filmrolle im Meryl-Streep-Film Ricki – Wie Familie so ist.
2017 bekam sie eine größere Rolle im Musicalfilm Greatest Showman über die Geschichte des Zirkus Barnum als „Bärtige Dame“. Neben dem Film war auch der Soundtrack ein großer Erfolg. Er verkaufte sich knapp 6 Millionen Mal weltweit und erreichte viele Nummer-eins-Platzierungen. Erfolgreichster Einzelsong war das von Keala Settle beigetragene This Is Me, das in den USA auf Platz 58 und in einigen Ländern bis in die Top 10 der Charts kam und viele Platin-Auszeichnungen bekam. Das Lied bekam einen Golden Globe als Bester Filmsong, beim Oscar und bei den Grammy Awards war es in der jeweiligen Filmsong-Kategorie für eine Auszeichnung nominiert.
Als Keala veröffentlichte sie neben dem Film auch noch zwei EPs mit Coversongs, darunter Bird Set Free von Sia. Damit kam sie zwar in die Heatseekers Charts, aber nicht in die offiziellen US-Charts.
Von Januar bis Februar 2024 nahm Settle als Air Fryer an der fünften Staffel der britischen Version von The Masked Singer teil, in der sie den fünften Platz erreichte. Im Finale der sechsten Staffel sang sie zusammen mit dem Kandidaten Dressed Crab (Gregory Porter) im Duett Ain’t No Mountain High Enough.

## Auftritte

### Theater
- Hairspray (Tournee, 2003–2006)
- South Pacific (Tournee, 2009–2011)
- Priscilla, Queen of the Desert (Broadway, 2011/12)
- Hands on a Hardbody (Broadway, 2013)
- Les Misérables (Broadway, 2014/15)
- Waitress (Broadway, 2016)
- Jesus Christ Superstar (2017)

### Film
- 2015: Ricki – Wie Familie so ist (Ricki and the Flash)
- 2017: Greatest Showman (The Greatest Showman)
- 2019: Rent (TV-Produktion des Musicals Rent)
- 2020: All my Life – Liebe, als gäbe es kein Morgen (All My Life)
- 2020: American Reject
- 2024: This Time Next Year
- 2024: Wicked

### Fernsehen
- Big Shot (2021)

## Diskografie

### Beteiligung an Soundtrack-Alben
- Priscilla, Queen of the Desert / Original Broadway Cast Recording (2011)
- Hands on a Hardbody / Original Broadway Cast Recording (2013)
- Waitress / Original Broadway Cast Recording (2016)
- The Greatest Showman: Original Motion Picture Soundtrack (2017)
- The Greatest Showman: Reimagined (2018)
- Rent (Original Soundtrack of the Fox Television Event) (2018)

### EPs
- Chapter One (2017)
- Chapter Two (2018)

### Lieder
- This Is Me / Keala Settle & the Greatest Showman Ensemble (2017)
- The Greatest Show / Hugh Jackman, Keala Settle, Zac Efron, Zendaya & the Greatest Showman Ensemble (2017, AT: Gold)
- Come Alive / Hugh Jackman, Keala Settle, Zendaya, and Daniel Everidge (2017, US: Gold)
- Bird Set Free (2018)
- Harder (2019)
- Shooting at Myself (2020)

## Auszeichnungen für Musikverkäufe
| Goldene Schallplatte - Dänemark - 2021: für die Single This Is Me - Italien - 2019: für die Single This Is Me - Japan - 2022: für das Streaming This Is Me - Polen - 2024: für die Single This Is Me - Spanien - 2024: für die Single The Greatest Show Platin-Schallplatte - Kanada - 2022: für die Single Come Alive - Portugal - 2022: für die Single This Is Me - Spanien - 2024: für die Single This Is Me | 2× Platin-Schallplatte - Australien - 2019: für die Single The Greatest Show 3× Platin-Schallplatte - Kanada - 2022: für die Single This Is Me - Neuseeland - 2022: für die Single This Is Me 4× Platin-Schallplatte - Australien - 2019: für die Single This Is Me |

Anmerkung: Auszeichnungen in Ländern aus den Charttabellen bzw. Chartboxen sind in ebendiesen zu finden.
| Land/RegionAuszeichnungen für Musikverkäufe (Land/Region, Auszeichnungen, Verkäufe, Quellen) | Gold     | Platin       | Verkäufe  | Quellen             |
| -------------------------------------------------------------------------------------------- | -------- | ------------ | --------- | ------------------- |
| Australien (ARIA)                                                                            | —        | 6× Platin6   | 420.000   | aria.com.au         |
| Dänemark (IFPI)                                                                              | Gold1    | —            | 45.000    | ifpi.dk             |
| Deutschland (BVMI)                                                                           | Gold1    | —            | 200.000   | musikindustrie.de   |
| Italien (FIMI)                                                                               | Gold1    | —            | 25.000    | fimi.it             |
| Japan (RIAJ)                                                                                 | Gold1    | —            | —         | riaj.or.jp          |
| Kanada (MC)                                                                                  | —        | 4× Platin4   | 320.000   | musiccanada.com     |
| Neuseeland (RMNZ)                                                                            | —        | 3× Platin3   | 90.000    | radioscope.co.nz    |
| Österreich (IFPI)                                                                            | Gold1    | Platin1      | 45.000    | ifpi.at             |
| Polen (ZPAV)                                                                                 | Gold1    | —            | 25.000    | olis.pl             |
| Portugal (AFP)                                                                               | —        | Platin1      | 10.000    | Einzelnachweise     |
| Spanien (Promusicae)                                                                         | Gold1    | Platin1      | 90.000    | elportaldemusica.es |
| Vereinigte Staaten (RIAA)                                                                    | Gold1    | 6× Platin6   | 6.500.000 | riaa.com            |
| Vereinigtes Königreich (BPI)                                                                 | —        | 10× Platin10 | 6.000.000 | bpi.co.uk           |
| Insgesamt                                                                                    | 8× Gold8 | 32× Platin32 |           |                     |